# Stanisław Dobrogoyski
Stanisław Dobrogoyski (ur. 1818, zm. 22 kwietnia 1863) – polski powstaniec, kapitan armii rosyjskiej, uczestnik wojny krymskiej i powstania styczniowego.
Stanisław Dobrogoyski jako syn powstańca z 1794 r. i członka Towarzystwa Patriotycznego zesłanego z rozkazu cara na katorgę został zabrany rodzicom i oddany do korpusu kadetów. Tam po odkryciu jego nieprzeciętnych zdolności został skierowany do Akademii Wojennej w Petersburgu, którą ukończył z wynikiem celującym. Po kampanii krymskiej i awansie na kapitana pomimo że nie znał mowy polskiej został członkiem polskiego rewolucyjnego koła w którym działali Zygmunt Sierakowski i Zygmunt Padlewski. Utrzymywał też kontakt z Komitetem Centralnym stronnictwa czerwonych. 
Z końcem 1862 r. został dowódcą batalionu w smoleńskim pułku piechoty stacjonującym w rejonie Kielc. Po wybuchu powstania styczniowego podjął próbę przejścia na stronę powstańców wraz z całym dowodzonym batalionem. Kiedy plan nie powiódł się przeszedł na stronę powstańców jedynie wraz z chorążym Romanem Bocheńskim. W powstaniu walczył pod rozkazami Dionizego Czachowskiego. Poległ 22 kwietnia 1863 r. w bitwie pod Stefankowem prowadząc do ataku swoją kompanię i kosynierów.